# Giuseppe Nicolini

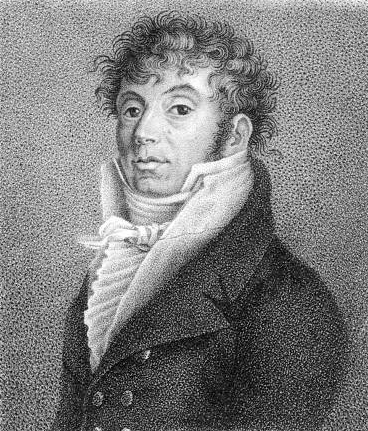
Giuseppe Nicolini

Giuseppe Nicolini, född 29 januari 1762 i Piacenza, död 1842, var en italiensk kompositör.
Han studerade som så många andra i Neapel och började att komponera operor direkt efter studierna och med I Baccanali di Roma (1801) blev han snabbt en av Italiens mest efterfrågade operakompositörer. 1811 besökte han Wien och hans båda operor Le Nozze dei Morlacchi och Quinto Fabio Rutliano blev väl mottagna av publiken. Efter det började hans stjärna snabbt att dala på grund av Rossinis många framgångar. Som kompensation blev han involverad i sin hemstads musikliv men blev även där bortglömd. En liten gammal man alldeles vit och rosig, fin dräkt och fint sätt och har stor kärlek för barn, han dog nästintill utfattig 1842.
Med operan I Baccanali di Roma debuterade Angelica Catalani som Fecennia vars parti han skrev direkt för Catalani och det blev hennes första stora triumf.
Nicolini använder orkestern med stor skicklighet och skrev ofta symfoniskt men lättade lite på den regeln när han blev äldre och han var en mästare i sin konstart och är idag bortgömd men värd att återupptäcka.

## Operor
- I Baccanali di Roma 1801 Milano
- La Selvaggia di Messico Romkarnevalen (1802-1803 eller (1803) Bologna
- Traiano in Dacia 3 februari 1807 Teatro Apollo Rom
- Coriolano 26 december 1808 Scala Milano
- Le Nozze dei Moerlacchi (1811) Wien
- Quinto Fabio Rutiliano (1811) Wien